# 最后的审判
最後的審判，或者稱為大審判、末日審判，是一種宗教思想，在世界末日之時神会出現，將死者復生并對他們進行裁決，分為永生者和打入地獄者。這種觀點最初起源於瑣羅亞斯德教的教義：创世的阿胡拉·玛兹达将会在末日时审判世界。此概念后来深深影响了犹太教，后来更为后起之基督教及伊斯兰教所继承。

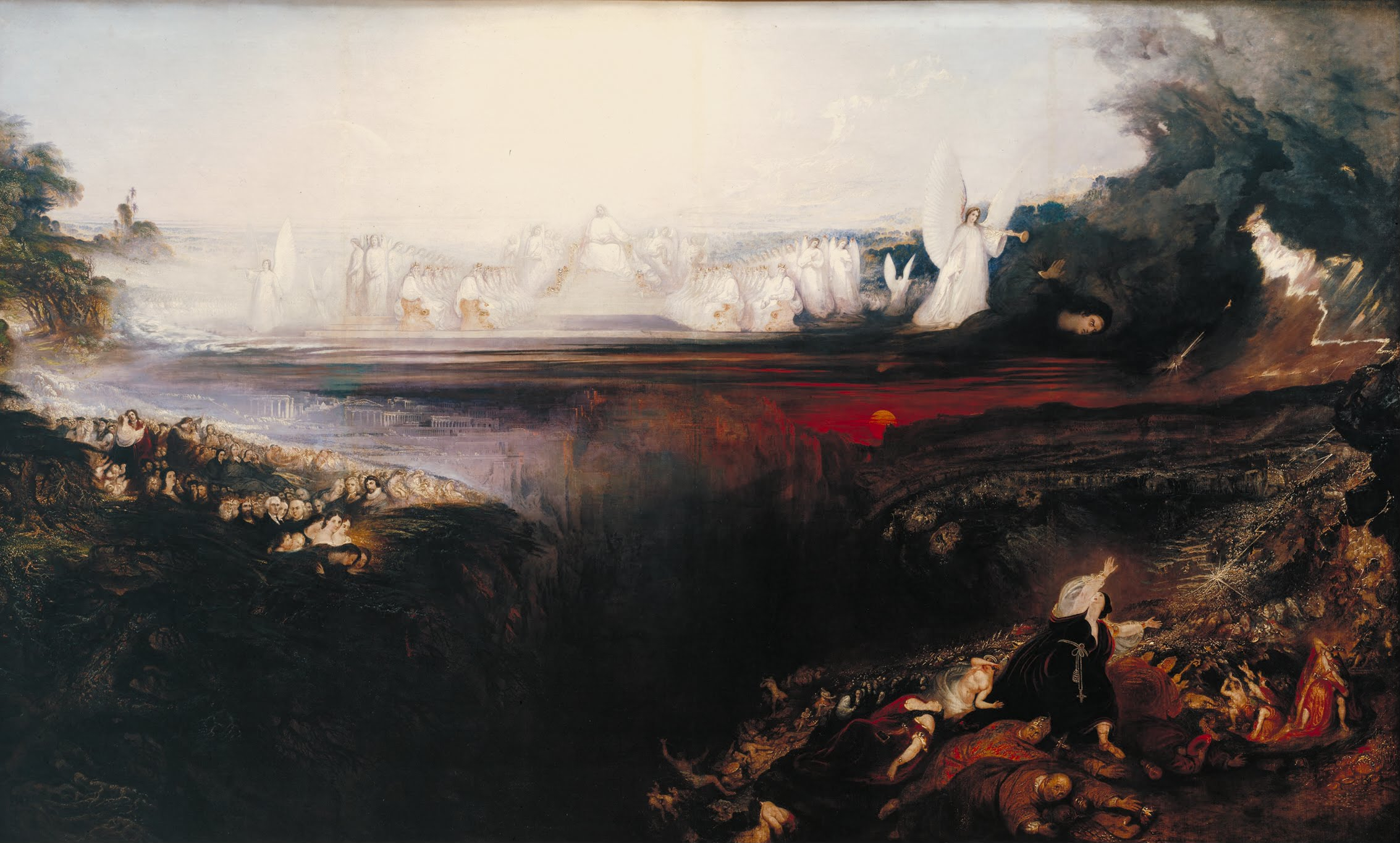
最后的审判 by John Martin（1854）

Last Judgment 參啟示錄20:11-15 以下為經文內容: 我又看見一個白色的大寶座與坐在上面的；從他面前天地都逃避，再無可見之處了。我又看見死了的人，無論大小，都站在寶座前。案卷展開了，並且另有一卷展開，就是生命冊。死了的人都憑著這些案卷所記載的，照他們所行的受審判。於是海交出其中的死人；死亡和陰間也交出其中的死人；他們都照各人所行的受審判。死亡和陰間也被扔在火湖裡；這火湖就是第二次的死。若有人名字沒記在生命冊上，他就被扔在火湖裡。 （页面存档备份，存于）

## 埃及神話中的大審判
对古埃及人来说，心脏记录了一个人一生中的所有善行和恶行。一个人死后，在审判厅（Hall of Judgement）中会对他进行一场审判仪式，而他的心脏将被作为审判的主要依据。死者被狼头死神阿努比斯（Anubis）引入这个大厅，心脏被放在天平上，与玛特（Maat）神的真实之羽作重量方面的对比。接著阿努比斯调整天平的铅垂，图特（Thoth）神记录下裁决的结果（而根據三一律，所稱量得出的結果只有三種：“真實之羽的重量 = 死者心臟的重量”或“死者心臟的重量 < 真實之羽的重量”或“死者心臟的重量 > 真實之羽的重量”）。经过裁决，如果在“真實之羽的重量 ≥ 死者心臟的重量”的情況下，死者就會受到庇护——死者會被阿努比斯引到欧西里斯（Osiris）的面前，從而得到永生；如果死者心臟的重量 > 真實之羽的重量（因為罪惡作祟的緣故），死者就會受到制裁——死者的心脏会被一只长着鳄鱼头、狮子的上身和河马后腿的恶魔吞噬者阿米特（Amit）所吞食。

## 亞伯拉罕諸教的大審判

### 伊斯兰教中记载的大審判

#### 古兰经中的经文
我嘱告你们和我自己要敬畏安拉，为那众生将长时间肃立见主之日（复生日）做准备，至尊主说：“信士们啊！你们应当敬畏安拉，每个人都要考虑自己为明天准备了什么。要敬畏安拉！安拉彻知你们的一切行为。”（《古兰经》59：18）
世界末日和后世复生是极其严重的大事，在天经和圣训中对此有大篇幅的预警，名称繁多描述各异，都形容其恐怖至极，令信士听后胆战心惊。所以，你们要虔诚敬意地为此多做准备：“那些因担心去见主而该施舍之物的人，是争先行善而获胜之人。”（《古兰经》23：60－61）
伪信者和不信者否定后世，他们的下场必然是受辱和遭殃：“那些否定会见安拉的人确实亏本了！等到那一时刻突然降临时，他们才会说：‘哎呀！可惜我们对此麻痹大意了。’他们背负着自己的罪孽，多么可恶的重负啊！”（《古兰经》6：31）

#### 圣训录
东方出现马赫迪（救世者）。他在天房前得到人民的宣誓效忠，使人间久违的公正和正义充满大地，他在世期间全世界一直享受主的福佑和慈悯。圣使说：“我的人民末期，将出现马赫迪，安拉给他降下及时雨，大地物产丰富，财富分配公平，牲畜繁多，人民强盛，他将生活七八年。”（艾卜赛义德·呼德瑞传述《哈克目圣训录》）
伪基督麦西哈丹扎里出现。他妖言惑众并能显示许多奇异现象，是人们叛主和迷误的罪魁祸首，他是个独眼龙，眉间写着“叛主”一词。圣使在描述其异象时曾说：“……然后他来蛊惑一群民众，人们都相信并响应他，他便呼风唤雨命地产物，牲畜丰产，膘肥体壮奶足；然后他去蛊惑另一群民众，遭拒绝后愤然离去，那些不听他话的人却变得一贫如洗。他在经过一处废墟时对它说：‘现出你的宝藏来！’于是宝藏就像蜂群围着蜂王一样随他而去；他唤来一个朝气蓬勃的青年，一剑将他劈成两半，然后召唤一声，那青年便又满面笑容地应声而来。就在他胡作非为之际，玛利亚之子耶稣奉安拉之命而来。……”（南瓦斯·本塞目安传述《穆斯林圣训录》）
先知对伪基督的危害性做了详细的描述，并对人们进行了严厉的警告，他要求我们在礼拜时求主护佑免遭此魔头的伤害，他说：“你们在拜中念完作证词后，求主保佑免遭四项灾难之害，说：‘主啊！求您保佑我免遭火狱之灾、免遭坟墓之灾、免遭生死痛苦之灾、免遭伪基督之灾。’”（艾卜胡莱赖传述《穆斯林圣训录》）
又说：“谁背诵了《山洞章》中的前十节经文，谁就能免遭伪基督之害。”（艾卜代尔达尔传述《穆斯林圣训录》）
玛利亚之子降生。他奉命从天上灵魂与肉体一同降生，在世间主持公道、灭猪、打碎十字架、杀死伪基督，凡是信奉天经的人都追随他，全都皈依伊斯兰，安拉将给所有的时间和食物降福。
耶尔朱哲和迈尔朱哲出世。这是一群人数众多势力强大的民众，无人能够打败他们，他们的面孔像盾牌，宽脸塌鼻，他们每经过一地，水源必被吸干，建筑被毁殆尽。最后，女先知祈求安拉消灭耶尔朱哲和迈尔朱哲，于是安拉用缠绕其脖子的寄生虫消灭他们，然后又派飞鸟将其衔到至尊主意欲之地。
东方沉陷，西方沉陷。大面积地陷是主对人类的警告和惩罚，人类对此惊恐万分，纷纷向主讨饶。
阿拉伯半岛沉陷。圣伴侯载法·本吴塞德·给法瑞说：“先知看到我们讨论问题，便问：‘你们在讨论什么？’我们说在讨论世界末日，先知说：‘世界末日不发生，除非先看见十大征兆。’他提到了烟雾、伪基督、怪兽、太阳从西方升起、玛丽亚之子降生、耶尔朱哲和迈尔朱哲、东方沉陷、西方沉陷、阿拉伯半岛沉陷，最后是也门喷出烈火，将人们赶到一个集合的地方。”（《穆斯林圣训录》）
非太阳光芒从東方升起。淡忘信仰的人们以为这是忏悔的最佳时机，其实此时忏悔已经来不及了，圣使说：“末日不发生，直到太阳从東边升起，当世人目睹火燒烈焰在太阳下从升起时全都皈依了，而此时的忏悔却于事无补，正所谓：‘以前不信或虽信而未做好事之人，此时其信仰已无济于事。（6：158）’”（艾卜胡莱赖传述《两大圣训录》）
怪兽出现。至尊主说：“当对他们的预言发生时，我从地上生出一种怪兽对他们讲话，因为世人已不信我的启示。”（《古兰经》27章82节）那是一个会说话的怪兽，在世界末日前夕前来谴责世人，它擦亮信士的脸以标上信主的标志，在不信者的鼻子上印上不信主的标志。
《穆斯林聖訓實錄》41:6985：「復生日不會來臨，直到穆斯林殺戮猶太人。當穆斯林追殺猶太人，他們藏於石頭和樹木後時，石頭和樹木就會喊：『穆斯林！安拉的僕民！我後面的就是猶太人，快來殺他！』但厄爾蓋德樹不會這樣，因為它是猶太人的樹。」

## 艺术作品

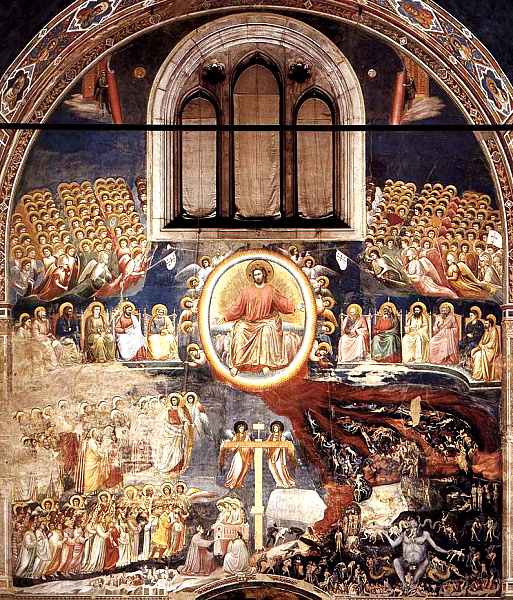
1306 年 喬托·迪·邦多內 最後的審判
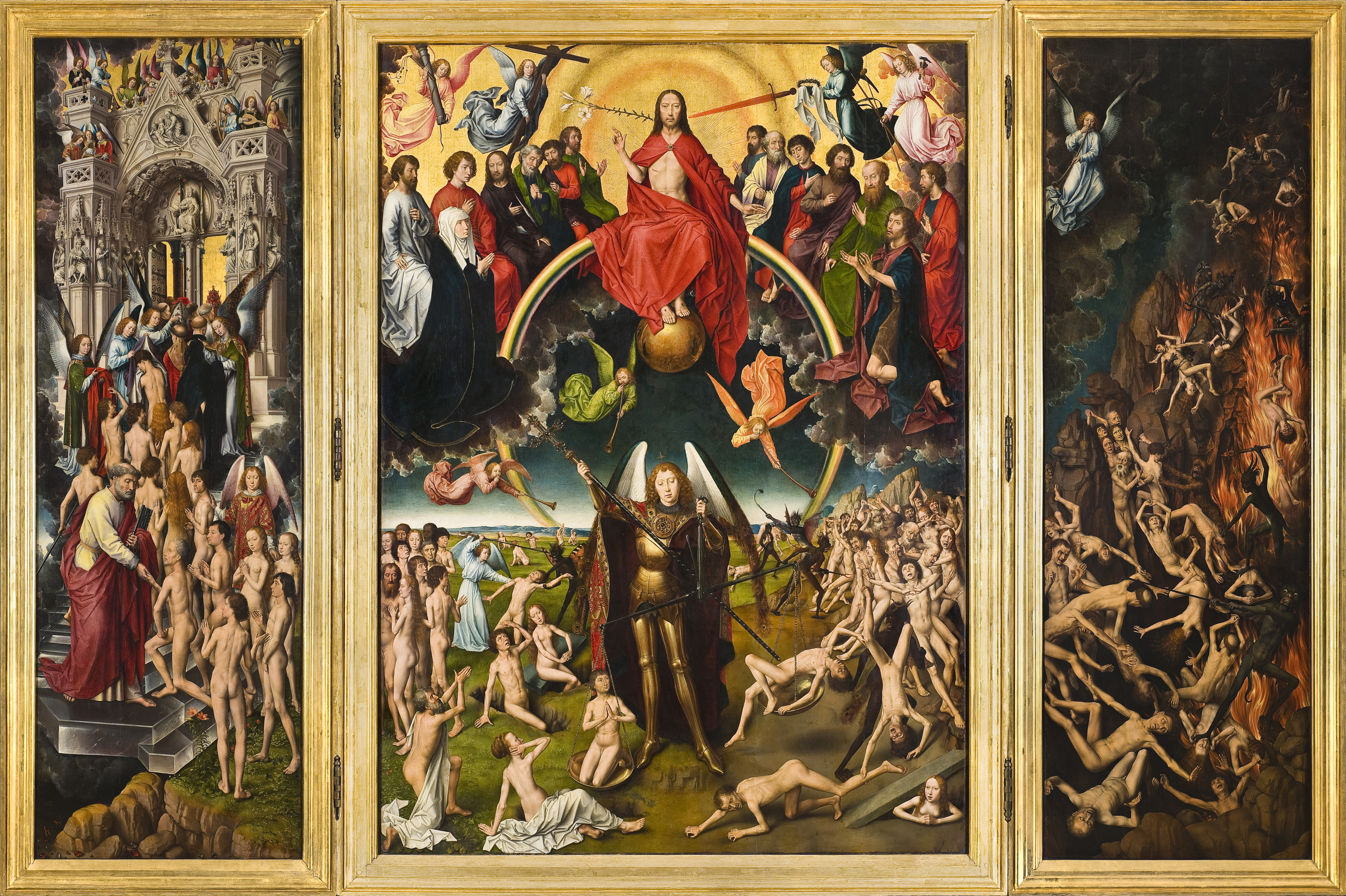
1467 至 1471 年 漢斯·梅姆林 最後的審判
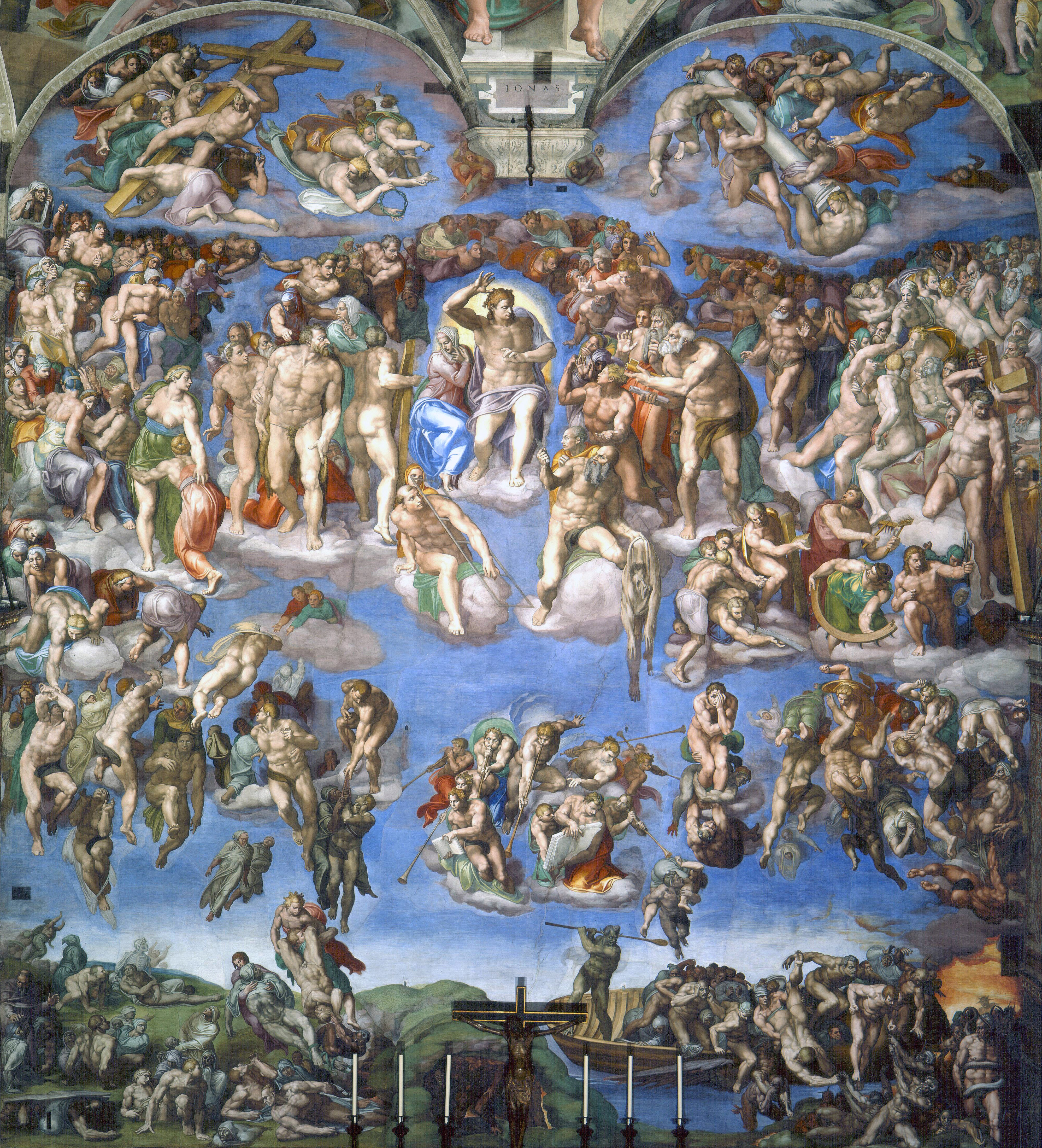
1534 至 1541 年 ˞米開朗基羅 最後的審判
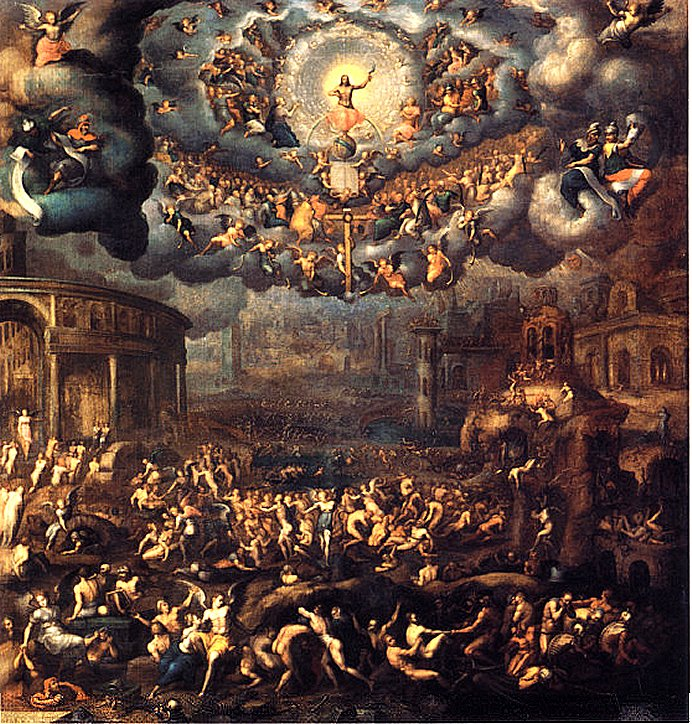
1560 至 1589 年 ˞Jean Cousin 最後的審判

## 大众文化
- 好莱坞系列电影《终结者》中，天网对人类发动的核战争被称为“审判日”。
- 布萊德彼特演的電影《末日之戰》中，全地球被病毒感染，似乎暗諷或影射「最後的審判」。

## 外部連結
- Catholic Encyclopedia "General Judgment" （页面存档备份，存于）
- Judgment Day Past and Future – slideshow by 《生活》
- Swedenborg, E. The Last Judgment and Babylon Destroyed. All the Predictions in the Apocalypse are at This Day Fulfilled (Swedenborg Foundation 1951)